# Evangelical Lutheran Church in America
Evangelical Lutheran Church in America (ELCA, dansk: Evangelisk-luthersk Kirke i Amerika) er en protestantisk luthersk kirke i USA med hovedkvarter i Chicago, Illinois. ELCA blev officielt dannet den 1. januar 1988 ved sammenlægning af tre lutherske kirker. Pr.  2024 har den omkring 2,7 millioner døbte medlemmer i 8.386 menigheder.
I 2015 anslog Pew Research, at 1,4 procent af befolkningen i USA identificerer sig selv med ELCA. Det er det syvendestørste kristne trossamfund efter rapporteret medlemstal og det største lutherske trossamfund i USA. De to næstfølgende lutherske trossamfund efter størrelse er Lutheran Church–Missouri Synod (LCMS) med over 1,7 millioner døbte medlemmer og Wisconsin Evangelical Lutheran Synod (WELS) med omkring 340.000 medlemmer. Der er også mange mindre lutherske trossamfund i USA, nogle af dem er dannet af modstandere af fusionen i 1988 som dannede ELCA. Mange af kirkens medlemmer er efterkommere af skandinaver og tyskere, der emigrerede fra lande med lutherske statsreligioner.
ELCA tilhører Kirkernes Verdensråd, National Council of the Churches of Christ in the USA og Det Lutherske Verdensforbund. Kirken er i interkommunion med Episcopal Church, Moravian Church, Presbyterian Church, Reformed Church, United Church of Christ og United Methodist Church.